# Quận Escambia, Florida
Quận Escambia là một quận thuộc tiểu bang Florida, Hoa Kỳ. Quận lỵ đóng ở Pensacola6. 
Dân số theo điều tra năm 2010 của Cục điều tra dân số Hoa Kỳ là 315534 người.

## Địa lý
Theo Cục điều tra dân số Hoa Kỳ, quận này có diện tích 2270 km2, trong đó có 560 km2 là diện tích mặt nước.